# Jacek Proć
Jacek Józef Proć (ur. 9 września 1981 r. w Legnicy) – polski łucznik, olimpijczyk z Aten i Pekinu. Syn Henryka i Haliny (z d. Tomkiewicz). 
Od 1993 r. jest zawodnikiem klubu sportowego Strzelec Legnica. Jego trenerami są: Józef Baściuk i Artur Nagórny.
W 2001 r. ukończył Technikum Samochodowe w Legnicy, a w 2005 r. Wydział Mechaniczny Politechniki Wrocławskiej. Obecnie mieszka w Legnicy.

## Osiągnięcia sportowe
- 1999 - srebrny medal Mistrzostw Europy Juniorów, Anglia (drużynowo);
- 2000 - 24. miejsce podczas Mistrzostw Europy na torach otwartych, Antalya (indywidualnie);
- 2000 - 7. miejsce podczas Mistrzostw Europy na torach otwartych, Antalya (drużynowo);
- 2000 - zdobywca Pucharu Polski;
- 2001 - 30. miejsce podczas Mistrzostw Świata na torach otwartych w Pekinie (indywidualnie);
- 2001 - 4. miejsce podczas Halowych Mistrzostw Świata we Florencji (drużynowo);
- 2002 - 6. miejsce podczas Mistrzostw Europy na torach otwartych w Oulu (indywidualnie);
- 2002 - złoty medal Halowych Mistrzostw Polski;
- 2003 - 22. miejsce podczas Mistrzostw Świata na torach otwartych w Nowym Jorku (indywidualnie);
- 2003 - złoty medal Mistrzostw Polski na otwartych torach;
- 2004 - złoty medal Mistrzostw Polski na otwartych torach;
- 2004 - 55. miejsce (23. w rundzie eliminacyjnej) podczas Igrzysk Olimpijskich w Atenach (wielobój indywidualny);
- 2004 - 7. miejsce podczas Mistrzostw Europy na torach otwartych w Brukseli (indywidualnie);
- 2004 - złoty medal Halowych Mistrzostw Polski;
- 2005 - 57. miejsce podczas Mistrzostw Świata na torach otwartych w Madrycie (indywidualnie);
- 2005 - 3. miejsce podczas Mistrzostw Świata na torach otwartych w Madrycie (drużynowo, razem z: P. Piątek, G. Śliwka, J. Dobrzyński);
- 2005 - 14. miejsce podczas Halowych Mistrzostw Świata we Aalborg (indywidualnie);
- 2005 - złoty medal Halowych Mistrzostw Polski;
- 2006 - 24. miejsce podczas Mistrzostw Europy na torach otwartych w Atenach (indywidualnie);
- 2006 - 24. miejsce podczas Mistrzostw Europy na torach otwartych w Atenach (drużynowo);
- 2006 - 6. miejsce podczas Halowych Mistrzostw Europy w Jaen, Hiszpania (indywidualnie);
- 2006 - złoty medal Mistrzostw Polski na otwartych torach;
- 2006 - złoty medal Halowych Mistrzostw Polski;
- 2007 - 4. miejsce podczas Mistrzostw Świata (drużynowo).
- 2008 - rekord olimpijski podczas Igrzysk Olimpijskich w Pekinie (116 pkt; indywidualnie);